# Guadalajara (Mexiko)
Guadalajara je velkoměsto v západní části Mexika, hlavní město státu Jalisco a druhé největší město v Mexiku vůbec. Žije zde přibližně 1,46 milionu obyvatel. Včetně aglomerace dosahuje přibližně 4,5 milionu obyvatel.
Město je pojmenováno podle španělského města Guadalajara. Název pochází z arabštiny a znamená „řeka tekoucí mezi skalami“. Ve městě se nachází hospic Cabañas – jedna z mexických památek figurujících na seznamu kulturního dědictví UNESCO.

## Sport
Ve městě sídlí několik profesionálních fotbalových klubů. Z nich nejslavnější je CD Guadalajara.

## Významní rodáci
- Pepe Guízar (1906–1980), hudební skladatel, autor populární mexické písně Guadalajara, která opěvuje krásy tohoto města
- Gael García Bernal (* 1978) – herec
- Lorena Ochoa (* 1981) – golfistka
- Sergio Pérez „Checo“(* 1990) – současný pilot Formule 1 ,jezdec Oracle Red Bull Racing a s číslem 11
- Javier Hernández Balcázar (* 1988) – fotbalista Manchester United FC
- Santos Saúl „Canelo“ Álvarez Barragán (* 1990) – boxer, střední váha, několikanásobný světový šampion, WBA, WBC, WBO, IBF

## Partnerská města
- Alajuela, Kostarika
- Albuquerque, USA
- Arequipa, Peru
- Caracas, Venezuela
- Cebu City, Filipíny
- Ceuta, Španělsko
- Cigales, Španělsko
- Cleveland, USA
- Curitiba, Brazílie
- Tedžon, Jižní Korea
- Downey, USA
- Guadalajara, Španělsko
- Hagåtña, Guam
- Kansas City, USA
- Kingston, Jamajka
- Krakov, Polsko
- Kjóto, Japonsko
- Lansing, USA
- Magdalena de Kino, Mexiko
- Malabo, Rovníková Guinea
- Milán, Itálie
- Nochistlán, Mexiko
- Oñati, Španělsko
- Ciudad de Panamá, Panama
- Portland , Oregon, USA
- St. Louis, Missouri, USA
- San Antonio, Texas, USA
- San José, Kostarika
- San Salvador, Salvador
- Santo Domingo, Dominikánská republika
- Sevilla, Španělsko
- Tegucigalpa, Honduras
- Tucson, Arizona, USA
- Wroclaw, Polsko
- Sia-men, Čína

## Odkaz v kultuře
V Guadalajaře byla odehrána základní skupina mistrovství světa ve fotbale v roce 1970. Tým Československa byl vyřazen v základní fázi po výsledcích 1–4 s Brazílií, kdy Ivo Viktor taktak nedostal gól Pelého z poloviny hřiště. Další utkání s Rumunskem skončilo 1–2 a poslední s Anglií 0–1. Jediným střelcem reprezentace byl Laco Petráš. Neúspěch měl v Československu hořkou dohru v aféře Puma/Adidas.
V Guadalajaře byla odehrána i skupina D mistrovství světa ve fotbale v roce 1986. Tam se však československá reprezentace nekvalifikovala. Trvalým ohlasem neúspěchu zůstává píseň Michala Tučného

Všichni jsou už v Mexiku

Buenos Dias já taky jdu

Aspoň si poslechnu pěknou muziku,

co se hraje v Mexiku...